# エリン・アンドリュース
エリン・ジル・アンドリュース（Erin Jill Andrews、1978年5月4日 - ) は、アメリカのスポーツキャスター、テレビのパーソナリティ、女優。 彼女は、2004 年にネットワークに参加した後、アメリカのケーブルスポーツチャンネルESPNの特派員として有名になった。その後、2012年にFox Sportsに参加し、それ以来、ネットワークのNFL放送チームのリードサイドラインレポーターになっている。 2010年には、ABCのDancing with the Starsの第10シーズンで3位になり、2014年から2019年にかけてTom Bergeronと共催した。

## 生い立ちと家族
アンドリュースはメイン州ルイストンで、教師のポーラ・アンドリュースと放送ジャーナリストのスティーブン・アンドリュースの間に生まれた。 彼女の家族は、彼女が5歳のときにテキサス州サンアントニオに移り、18か月後にフロリダ州バルリコに引っ越した。エミー賞を6回受賞した父親が、NBCの関連会社WFLA-TVの調査記者として働き始めたときであった。
アンドリュースは自分自身を若い頃はおてんば娘であり、常にスポーツを中心に展開する生活を送っており、育った父親と一緒に NBAの試合、特にボストン セルティックスの試合を観戦していたと説明している。 アンドリュースは、ハンナ・ストーム、メリッサ・スターク、レスリー・ヴィッサー、スージー・コルバーを尊敬する女性スポーツキャスターとして挙げ、最終的に彼女自身がスポーツキャスターになるきっかけとなった。
アンドリュースは、バルリコのブルーミングデール高校に通い、そこでダンスチーム、生徒会、全米優等協会のメンバーを務めた。 成長する一方で、彼女はフロリダ州セフナーのブランドンスクール・オブ・ダンスアーツにも通った。 アンドリュースは、おてんば娘であるため、高校では女性の友達が多くなく、男の子と一緒に過ごすことを選択し、スポーツについて話し合う方が楽しいと感じたと述べている。
1996年に高校を卒業した後、Andrews はフロリダ大学に通い、2000年に電気通信の学士号 (BA) を取得して卒業した。 大学在学中、彼女は Zeta Tau Alpha 女子学生クラブのメンバーであり、1997年から2000 年までフロリダ ゲイターズ ダズラー ダンス チームに所属していた。

## キャリア
2000年、アンドリュースはFox Sports Floridaにフリーランスのレポーターとして雇われた。 2001年から 2002年まで、彼女はサンシャイン・ネットワークのタンパベイ・ライトニング・レポーターを務めた。 2002年から 2004年まで、アンドリュースはスタジオホストおよびレポーターとして、ターナーサウスネットワークでアトランタブレーブス、アトランタスラッシャーズ、アトランタホークスを取材した。
アンドリュースは、2004年4月にESPNナショナルホッケーナイトのレポーターとしてESPNで働き始めた。 彼女はまた、カレッジワールドシリーズ、リトルリーグワールドシリーズ、グレートアウトドアゲームズでも報告している。 アンドリュースは、ESPNカレッジフットボールのサタデープライムタイムとビッグテンカレッジバスケットボールの試合のサイドラインレポーターとして働き始め、2005年には、彼女の仕事はESPNカレッジフットボールの木曜日のプライムタイムとメジャー リーグ ベースボールのサイドライン レポーティングにまで拡大した。 2008年から2010年まで、彼女は ESPNとABCのスクリプス ナショナル スペリングビーの生中継を報告した。
2010年、アンドリュースはABCのダンシング・ウィズ・ザ・スターズの第10シーズンにパートナーのマクシム・チメルコフスキーと共に出場した。彼らは11カップル中3位だった。
2011年1月、アンドリュースは ReebokとそのZigTechブランドを宣伝するための承認契約を結んだ。 その2週間前、2011年のローズボウルの副記者として、アンドリューズは、テキサスクリスチャン大学ホーンドフロッグスのフットボール選手が、履いていた新しいナイキ シューズが原因で芝の上で滑っていることに気づきました。 利益相反が認識されたため、ESPNは、アンドリュースが 2011年末までにリーボックとの承認契約を終了する必要があるジャーナリスト向けの改訂された承認ガイドラインを発表した。
2011年11月、元ESPN幹部のキース・クリンクスケールズはESPN副社長のジョアン・リンチに対して訴訟を起こし、彼女はその年の初めに飛行機の機内でアンドリュースの隣に座っていたときにクリンクスケールズが自慰行為をしたと誤って主張したと主張した。アンドリュースは事件を多くの人々に開示したと報告されたが、ストーカー行為の経験を公に開示することにまだ動揺していたため、ESPNの人事部にこの問題を追求しないことを選択した。
アンドリュースは、ESPNUでESPNのCollege GameDayの最初の1時間を司会し、2010年からABCのGood Morning America特派員を務めていたが、2011年2月にオスカーを取り上げて以来、番組には出演していなかった。

2012年6月29日、アンドリュースがESPNを離れてFox Sportsに参加することが発表された。 彼女はFox College Footballのスタジオショーの最初のホストであり、アナリストの Eddie GeorgeとJoey Harringtonが参加した。 アンドリュースはまた、Fox NFL Sunday の寄稿者になり、MLB オールスター ゲーム、ワールド シリーズ、NFL プレーオフ、デイトナ500など、Foxで放映されるほとんどの主要なスポーツイベントのフィールドレポーターを務めた。 2013年8月17日の Sports 1で、アンドリュースは Fox College Football KickoffとFox College Saturdayのゲストホストとなり、ESPN College Gamedayの直接のライバルとなった。 アンドリュースは、毎日のスタジオショー Fox Football Dailyにも寄稿した。 2014年のNFLシーズンから、アンドリュースはパム・オリバーの後任として、フォックスの主力NFL放送クルーのサイドライン・レポーターになった. 彼女はその後、2016年にフォックス スポーツと再契約し、ネットワークの NFL クルーだけに報告した。

2014年3月、アンドリュースはブルック バーク シャーベットに代わってダンシング ウィズ ザ スターズの共同司会者となり、ショーの第18シーズンでトム バージェロンに加わった。 彼女とベルジェロンは、ショーの第28シーズンまでその役割を果たし続けた。
アンドリュースはまた、CMTミュージック アワードを 2 回共催しており、2015年の授賞式では女優のブリタニー スノーが6月10日に、2016 年の授賞式では NFLプレーヤーのJ・J・ワットが6月8日に主催した。

## 私生活
Andrews は以前ジョージア州アトランタに住んでいたが、現在はカリフォルニア州ロサンゼルスに住んでいる。 彼女は、2007年と2008年にPlayboy誌によって「アメリカで最もセクシーなスポーツキャスター」に選ばれた。 彼女は2012年12月にプロのホッケー選手ジャレット・ストールとの関係を開始しました。夫婦は2016年12月に婚約し、2017年6月24 日に結婚した。
2017年1月、アンドリュースは、2016年9月に子宮頸がんと診断され、治療を受けたことを発表した。 2回の手術の後、彼女は癌がないと宣告された。 彼女の診断の時点で、アンドリュースとストールは結婚や子供を持つことについて話し合っていなかったが、彼女はそれが彼らの関係を急ピッチに進めたと言う。AndrewsとStoll は、体外受精 (IVF) の不妊治療計画を継続することを選択した。
癌を打ち負かし、自分の経験を一般に知らせた後、彼女は女性の健康診断会社であるHologicと提携してキャンペーンを開始した。 We Can Change This STATと呼ばれるこのキャンペーンは、女性が年次試験のために医者に行くことを奨励するだけでなく、男性に、人生の女性に試験を受けるよう奨励するよう促している。